# Zelenský luh
Zelenský luh je přírodní rezervace v katastrálním území Zelená Lhota poblíž města Nýrsko v okrese Klatovy. Oblast spravuje Správa NP a CHKO Šumava. Důvodem ochrany jsou přirozené ekosystémy v nivě Zelenského potoka, dynamicky se vyvíjející bylinná i dřevinná společenstva.